# Pereszlényi Pál
Pereszlényi Pál (Pereszlény, Hont megye, 1631. január 25. – Besztercebánya, 1689. január 6.) Jézus-társasági áldozópap és tanár, nyelvészeti író.

## Élete
1650. október 18-án lépett a rendbe. Miután Nagyszombatban 1653-ban a latin nyelv elemeit tanította és ugyanott a bölcseleti tanokat három, a hittaniakat pedig négy évig hallgatta, 1660-ban a hit oktatásával bízták meg. 1660-ban mint tót hitszónok Nagyszombatban a zsidó nyelvet és az ószövetségi Szentírást is magyarázta; négy évig misszionárius volt.
1682-ben írt nyelvtanában a magyar és a héber nyelv birtokos szerkezetét hasonlította össze a két nyelv rokonságát bizonyítandó.

## Munkái
- Grammatica Linguae Ungaricae ... Juxta hanc methodum concepta ac elaborata. Tyrnaviae, 1682, 2. kiadás: Uo. 1702, 3. k. Uo. 1738 (Toldy Ferenc is kiadta: Corpus Grammaticorum. Pest, 1866. c. gyűjteményben a 402-548. l.)
- A magyar nyelv grammatikája; ford., előszó, jegyz. C. Vladár Zsuzsa, szerk. Zsilinszky Éva, bev. Szathmári István; hasonmás kiad. fordítással; Magyar Nyelvtudományi Társaság, Bp., 2006 (A Magyar Nyelvtudományi Társaság kiadványai)